# تشنج التكيف (عين)
يحدث تشنج التكيف (بالإنجليزية: Cyclospasm)‏ في العين نتيجة لتشنج العضلة الهدبية في العين أثناء عملية التكيف للتركيز على الأشياء القريبة، مما قد يؤدي إلى حدوث قصر النظر الكاذب. قد يؤدي تشنج التكيف أيضًا إلى حدوث ضغط على الشبكة التربيقية للعين، مما يؤدي إلى فتح المسامات وتسهيل تدفق الخلط المائي إلى قناة شليم، حيث يعد هذا الأمر مفيداً بالنسبة للمرضى المصابين بالجلوكوما.

## الأعراض
تحدث الأعراض بشكل مطابق لحالة قصر النظر. بعض الأعراض الأكثر شيوعًا هي: إرهاق في العين عند النظر إلى الأشياء القريبة، ألم في العين، الصداع.

## الأسباب
يعد إجهاد العين هو السبب الرئيسي لتشنج التكيف، ويحدث ذلك نتيجة الضغط الزائد على العينين أثناء القراءة أو مشاهدة التلفاز أو الكمبيوتر أو الإضاءة الضعيفة أو ما إلى ذلك. قد يحدث تشنج التكيف لأسباب أخرى مثل وضعية الجسم السيئة، سوء التغذية، أو قلة النوم.

## العلاج
هناك طرق مختلفة لعلاج تشنج التكيف. يوصي بعض الأطباء بقطرات عينية خاصة أو تمارين خاصة للعين. قد تحسن مضادات الكولين استراز عملية التكيف. قد تعمل الأدوية الموسعة للحدقة على تخفيف الألم الناتج عن تشنج التكيف للأشخاص الذين يعانون من تقرحات على سطح القرنية. لا يوجد علاج جراحي لتشنج التكيف. قد يؤدي عدم علاج تشنج التكيف مبكراً إلى قصر النظر.